# Château de Pisy
Le château de Pisy est situé à Pisy dans l'Yonne, en Bourgogne.
Pour l'historien Victor Petit : « Le château de Pisy est, après la forteresse féodale de Semur, l'édifice le plus important qui soit resté dans nos contrées ». Il représente pour lui « un ensemble architectural militaire remarquable ».

## Histoire

### Les Origines de la seigneurie: la famille de Montréal

Maison de Montréal

Au XIIe siècle la terre de Pisy est la possession de la puissante famille de Montréal, aucune fortification n'est mentionnée à cette époque ; toutefois la Maison d'Arcis, qui entreprendra la fortification de la seigneurie, est une branche cadette de la Maison de Montréal.
En effet les Montréal ont hérité de la seigneurie d'Arcis-sur-Aube au XIIe siècle à la suite du mariage d'Anséric III de Montréal avec une descendante des anciens comtes d'Arcis, Adélaide de Pleurs. Un document de 1170 permet d'établir les liens familiaux suivants : Anséric III est marié à Adélaide, ils ont deux enfants Anséric IV et Jean Ier, la femme de leur fils Anséric IV étant Sibylle (de Bourgogne ; nièce d'Eudes II et fille d'Hugues le Roux ; les Anséric issus de cette union constituent la branche aînée, qui aura Montréal et les biens bourguignons ; tandis que les descendants de Jean Ier forment la branche cadette, dotée d'Arcis-sur-Aube et des biens champenois, plus Pisy en Bourgogne en fief de la branche aînée).
En 1189 l'heure est aux croisades pour la famille de Montréal, mais avant de partir pour la terre sainte ils feront une série de donations à divers établissements religieux. La retranscription de ces donations nous apporte de nombreuses informations. L'une d'elles faite en faveur du prieuré Saint-Bernard de Montréal nous indique "Ego Ansericus, dominus Montis Regalis [...] hujus rei testes sunt dominus Joannes de Arceis, frater meus". On comprend donc que l'un des témoins de cette donation n'est autre que le frère d'Anséric qui se nomme Jean, seigneur d'Arcis.
La même année Jean Ier, seigneur d'Arcis et sa femme Helissanz (Hélisende de Joigny) sont mentionnés dans une donation à l'Abbaye des Écharlis. Le sire d'Arcis, qui est sur le point de partir pour Jérusalem, donne aux églises des Escharlis et de Fontaine-Jean tous ses droits sur le moulin du Frêne. Comme il l'avait fait pour lui, son témoin est son frère Anséric de Montréal.
Les deux frères de Montréal, Anséric IV et Jean Ier, trouveront la mort au siège de Saint-Jean d'Acre en 1191.

### La construction: la familled'Arcis (branche cadette des Montréal)

Armes Maison d'Arcis

Guy Ier d'Arcis, fils de Jean Ier de Montréal, seigneur d'Arcis, et d'Hélisende de Joigny, devient seigneur d'Arcis à la mort de Jean II d'Arcis son frère aîné (probablement tué durant la cinquième croisade au siège de Damiette). En effet Jean et Guy sont tous les deux partis en croisade comme leurs père et oncle, ainsi qu'on peut le lire dans le Recueil des historiens des Croisades "[...] et vint grant compagnie de riches homes do roiaume de France. Il i fu [...] Johan d'Arcie, et son frère Gui de Pigi". Lors de leur départ l'aîné Jean est donc titulaire de la seigneurie d'Arcis et Gui, son cadet, est titré seigneur de Pisy.
Jean II d'Arcis avait épousé Marie (titrée Dame de Turny lorsqu'elle fut veuve), quant à Guy il épouse Mathilde de Chacenay, issue d'Anséric Ier.
En 1235, Guy d'Arcis obtient de son cousin Anséric VI de Montréal l'autorisation de bâtir une maison forte à Pisy et d'utiliser le bois de la forêt de Vausse (sur l'actuelle commune de Châtel-Gérard) à cet effet. Ladite maison forte de Pisy sera d'ailleurs jurable et rendable aux sires de Montréal, c'est donc à ce seigneur que l'on doit la construction de ce qui deviendra le château de Pisy.
Son fils unique Jean III d'Arcis, dont la femme est Isabelle de Noyers, est donc Seigneur d'Arcis, de Chacenay et de Pisy jusqu'à sa mort en 1273.
La suite se complique puisque la descendance de Jean III d'Arcis est plus nombreuse, et à sa mort ses enfants, Jean IV, Érard, Guillaume et Milet, deviendront coseigneurs des différents fiefs. Après des contestations, le 13 juin 1278, Érard et Guillaume firent entre eux un nouveau partage de ce qui leur était échu dans les seigneuries d'Arcis et de Chacenay, en sorte qu'Érard Ier d'Arcis fut principal seigneur des Tours Sainte-Parise, et Guillaume Ier d'Arcis principal seigneur de Pisy. Mais tous deux, ainsi que Jean IV et Milet d'Arcis, conservèrent le titre de seigneurs de Chacenay.
Cependant la mort sans héritier de Jean IV († avant/en 1307 ; mari d'Alix de Joinville, fille du chroniqueur, remariée à Jean de Lancastre seigneur de Beaufort) et de Milet d'Arcis oblige les deux frères restants à un nouveau partage vers 1307. Érard Ier d'Arcis, l'aîné des deux, devient seigneur d'Arcis de plein droit, et Guillaume Ier devient seigneur de Chacenay et de Pisy de plein droit. C'est donc à cette période que les seigneuries d'Arcis et de Pisy sont séparées.
La femme de Guillaume Ier d'Arcis est Reine d'Ancy-le-Franc, ils auront deux fils, Érard II et Guillaume. C'est Érard II d'Arcis qui succède à leur père en tant que seigneur de Chacenay et de Pisy. Il épousera Blanche de Châtillon-en-Bazois avec laquelle il aura un fils mort en bas âge et une fille, Jeanne d'Arcis, qui deviendra dame de Chacenay et de Pisy.
Note : Une confusion avec les orthographes d'Arcy et d'Arcis a longtemps été entretenue mais aucun texte antérieur au XIXe siècle n'écrit ''Arcy''. Par ailleurs, la numérotation des divers seigneurs est donnée sous réserve, les textes étant souvent contradictoires et la numérotation pouvant évoluer suivant le titre mis en avant par les historiens. Par exemple Érard Ier d'Arcis est parfois présenté comme étant Érard IV d'Arcis-de-Chacenay.

### La fortification: familles de Grancey et de Montot

Maison de Grancey

Guillaume de Grancey, Seigneur de Larrey, lieutenant du duc de Bourgogne à Dijon, devient seigneur de Pisy par son mariage avec Jeanne d'Arcis (Guillaume était aussi issu des Chacenay par son ancêtre Clémence, tante de Mahaut, la mère de Jean III évoquée plus haut). Le fief change donc de Maison mais les liens du sang perdurent comme ce fut le cas entre les maisons de Montréal et d'Arcis.
En 1373, Marguerite de Flandre, duchesse de Bourgogne, aurait accordé des subsides pour faire restaurer la maison forte . Une seule source du XIXe siècle aborde cette étape de l'histoire du château toutefois elle reste crédible, Édouard III, roi d'Angleterre, ayant saccagé la région peu avant cette date.
Jeanne d'Arcis mourut vers 1390, elle laisse quatre enfants, dont trois fils, qui se partageront les nombreuses possessions du couple : 
- Guillaume devient sire de Larrey et de Rigny-le-Ferron.
- Robert devient sire de Chacenay
- Milon, devient sire de Pisy et de Villy-le-Maréchal.

Cependant Milon de Grancey était destiné à la prêtrise et deviendra évêque d'Autun de 1401 à 1414, il n'aura donc aucun enfant. Le fief de Pisy ne resta dès lors que peu de temps dans la famille de Grancey. En effet en 1412 Milon de Grancey en fait la donation, avec sa seigneurie et toutes ses dépendances en faveur de Pierre de Montot, seigneur de Saint-Phal (Champagne). Les ducs de Bourgogne lui confient plusieurs missions importantes pendant la Querelle des Armagnacs et des Bourguignons.
Le fief de Pisy qui était la possession des descendants des Montréal depuis le XIIe siècle tourne ainsi une page de son histoire au début du XVe siècle.

### La reconstruction: familles de Surienne et de Ragny

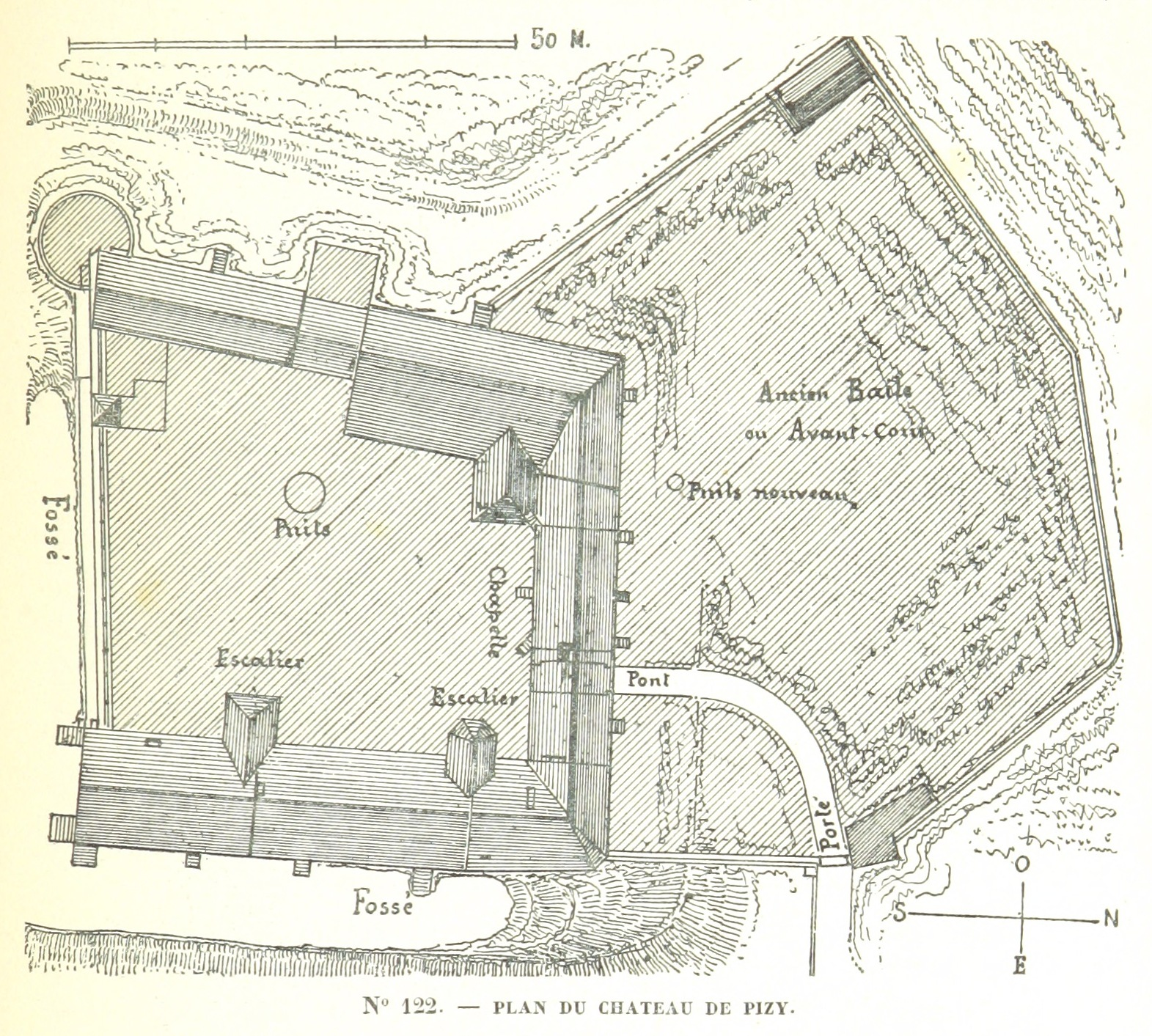
Plan (1870)

En 1450, François de Surienne, dit L'Aragonais ou le Polyorcète (« le preneur de villes »), chambellan du duc de Bourgogne, fait l'acquisition de Pisy auprès de Louis de Chalon-Arlay seigneur d'Arguel. Il est aussi seigneur de Châtel-Gérard, et détenteur de Passy par sa femme Étiennette de Grésille nièce de Perrinet Gressard. Sa fille Jeanne de Surienne épouse Claude de Ragny (? En tout cas Jeanne épouse d'abord Richard Aux-Épaules ci-dessous ; il est vrai qu'elle a pu contracter deux mariages successifs...).
C'est à Eudes de Ragny que l'on doit la reconstruction du château en 1480. Il obtient alors de Louis XI la tenue de quatre foires annuelles à Pisy (1482) ; le fief de Pisy relevait alors du « donjon de Semur », c'est-à-dire directement du roi de France, et ce depuis 1477, date du retour à la Couronne de l'apanage bourguignon.

### Le château-fort puis la ferme: familles diverses

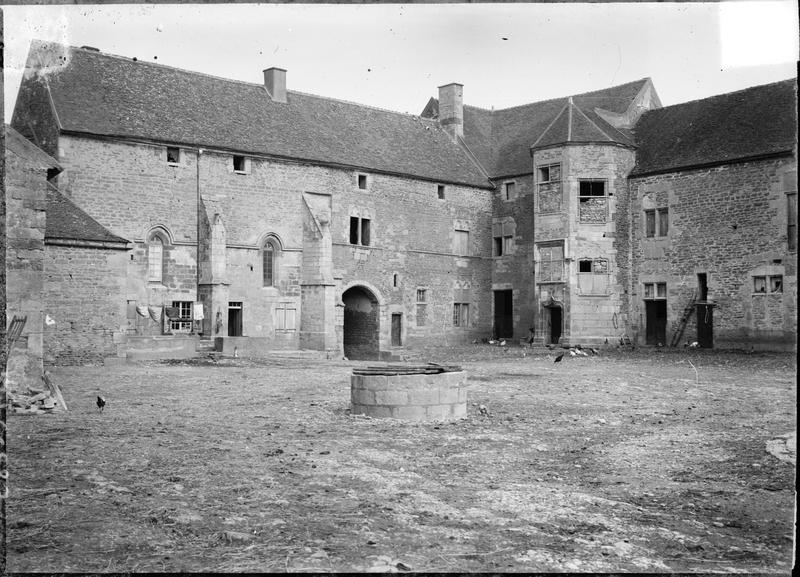
Château de Pisy angle nord-est - Exploitation agricole (1907)

Au cours des guerres de religion, les combats font rage dans la région. En 1590, les ligueurs parviennent à s'emparer de Pisy, d'où ils ravagent et pillent la région. Mais François de la Magdelaine, marquis de Ragny en héritage de son grand-cousin (?, ou arrière-grand-père ?) Claude de Ragny ci-dessus, le reprend quelques mois plus tard, avec Montréal et sa châtellenie, ancien fief des Anséric. De cet épisode dateraient les traces d'incendie sur la porte du château. Montréal est désormais un membre du marquisat de Ragny qu'Henri IV érige pour François en juin 1597 (cf. Montréal, sur POP.gouv).
En fait, au XVIe siècle, la seigneurie de Pisy appartient à la famille Aux-Épaules, d'origine normande, issus du mariage évoqué ci-dessus entre Jeanne de Surienne et Richard Aux-Épaules († 1463 ; sire de Ste-Marie-du-Mont, dans la Manche), d'où Georges († 1524 ; x Madeleine de Dreux de Bossart d'Esneval : cf. l'article Châteauneuf), père de Jacques (x Christine, dame de Ferrières et de Presles : cf. l'article Champlevois), père de François Aux-Épaules. En 1580, elle est pour moitié dans les mains dudit François Aux-Épaules, seigneur de Sainte-Marie-du-Mont, époux de Gabrielle de Laval-Montmorency, fille de Gilles II, dame de Pisy par son mariage, marquise de Nesle, comtesse de Joigny et dame de L'Isle-sous-Montréal de son propre chef, dont il prend le nom et les armes, brisées d'une fleur de lys en cœur. L'une de leurs filles, Claudine/Claude Aux-Epaules, hérite de Pisy et de Presles Champlevois et les transmet dans la famille Brulart de Genlis par son mariage avec Gilles Brulart, sgr. de Genlis.
René Brulart de Genlis (+1696), marquis de Genlis, ne réside pas non plus à Pisy, dont il possède la moitié, puis les trois quarts. Il rachète la quatrième part du fief en 1646 à son oncle René de Laval Aux-Epaules marquis de Nesle. Il semble pourtant, d'après certains documents d'époque, que les La Magdelaine de Ragny sont toujours (ou de nouveau) seigneurs de Pisy dans la première moitié du XVIIe siècle.
C'est son fils Florimond Brulart, chevalier, comte de Thenelle et autres lieux, qui hérite de Pisy (avec sa sœur Anne-Geneviève Brûlart). Il semble y résider (pas forcément dans le château), au moins épisodiquement. Il y décède le 9 mars 1723 et est inhumé le 10 dans le caveau réservé au seigneur de Pisy de l'église Saint-Germain. Sa sépulture sera pillée et ses restes dispersés à la révolution de 1789.
Sa cousine Marie-Anne-Claude Brulart (+ 1750), fille de Claude Brulart (+1673), récupère Pisy après de nombreuses péripéties en 1739. C'est à ce moment que ce fief entre dans la famille d'Harcourt : elle avait en effet épousé en 1687 Henri duc d'Harcourt, marquis de Beuvron.
En 1779, leur fils, Anne Pierre d'Harcourt, pair de France et chevalier de l'ordre du Saint-Esprit, vend le domaine à Antoine-Louis-Marie Destiennot  de Vassy, sa famille s'en sépare en 1794 au profit d'un groupe de spéculateurs qui le revendent à Jacques-Emmanuel Laugier en 1795, ce dernier gardera le château (avec celui de Vassy) jusqu'à son décès en 1820.
Le château est transformé en bâtiment agricole depuis au moins le début du XVIIIe siècle. Cette utilisation pour des raisons économiques l'a sauvé d'une destruction certaine. Son état exceptionnel de conservation, en dépit d'un certain délabrement, est dû au manque d'intérêt de ses différents seigneurs et propriétaires à le faire évoluer en habitation digne de ce nom[réf. nécessaire].
Il est à noter[style à revoir] que ce lieu n'a jamais été une ferme fortifiée, mais un château fort devenu une ferme (toutes les demeures seigneuriales étaient accompagnées d'une activité et de bâtiments agricoles)[réf. nécessaire].

### Histoire desXXeetXXIesiècles
Après Laugier, le château continue à être loué en exploitation agricole (on peut voir sur certaines cartes postales un hangar agricole dans l'avant-cour) jusque dans les années 1980 où il est vendu à l'artiste-peintre Pierre Saint-Paul pour y installer son atelier. À partir de son acquisition le château de Pisy est le cadre de divers tournages, voir section Pisy et le cinéma. Pierre Saint-Paul revend le château au début des années 2000 à la comtesse Liliane de Marenches qui, après divers projets, opte pour un complexe hôtelier de standing dont l'étude est confiée au cabinet de Jean-Michel Wilmotte. Ce projet ne vit pas le jour faute d'avoir obtenu les permis nécessaires à son élaboration par les services du Patrimoine. Après le décès de la comtesse la fondation « Comte et Comtesse de Marenches » a hérité du château, cet organisme est chargé de conserver les archives de la Maison de Marenches pour permettre leur étude et éventuellement les compléter, ainsi que de gérer leur fortune.
Depuis l'annulation du projet d'hôtel l'association ESCHAP tente une action de sauvegarde du château de Pisy en ayant notamment fait pression pour obtenir le classement du château en 2013.
Après avoir été inscrit au titre des Monuments historiques en 1944, l'édifice a été classé en totalité par arrêté du 12 juillet 2013.
En juin 2023, Guédelon annonce faire l'acquisition du château pour le rénover avec le savoir-faire du chantier médiéval.

## Description et architecture

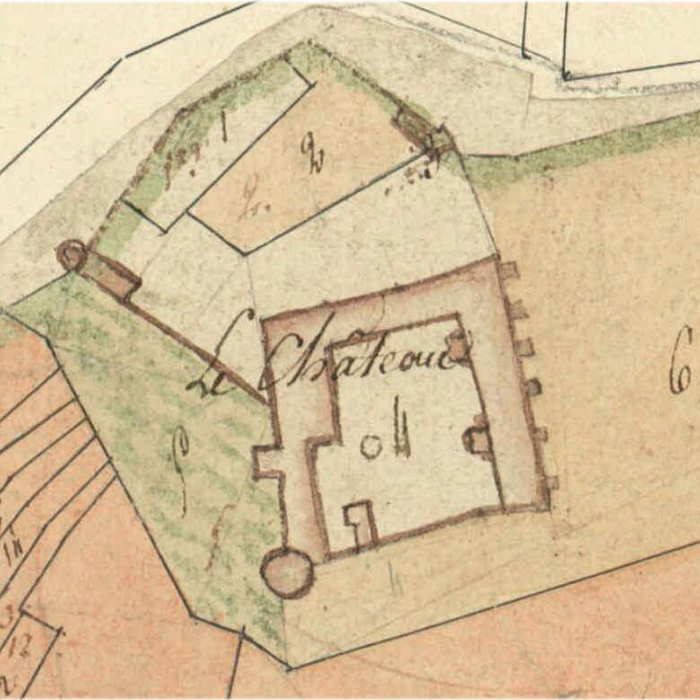
Plan cadastral (1808)

### La basse-cour
L'accès au château est précédé par une basse-cour qui était défendue par un corps de garde situé à côté du portail d'entrée (bâtiment nord-est du plan cadastral de 1808), ainsi que d'un premier mur d'enceinte qui permettait de mettre en sécurité hommes et troupeaux, lorsque les villages alentour étaient menacés de pillage. S'y trouvait également un bâtiment de pressoir auquel était accolé un colombier rond (bâtiments nord-ouest du plan cadastral de 1808). Aujourd'hui ne subsiste plus qu'une partie de l'ancien bâtiment du pressoir, reconvertie en maison d'habitation, et le mur de pourtour de cette basse-cour.

### Le château
Le château comprend un vaste ensemble fortifié formant haute-cour, avec logis seigneurial, chapelle et bâtiments à usage agricole. L'enceinte initiale du XIIIe siècle, rehaussée au XIVe siècle et sur laquelle ont été accolés ultérieurement les divers bâtiments, est d'une taille importante puisqu'elle forme un carré de plus de 50 mètres de côté. Cette fortification est donc comparable par sa taille à celle du château de Druyes-les-Belles-Fontaines. Il est d'ailleurs probable que le château de Pisy était initialement construit suivant le plan philippien. En effet l’existence de deux tours d'angle (sud-ouest et nord-ouest) est attestée et, suivant l’appareillage, l’existence d'une tour à l'angle nord-est est probable. Ce qui a conduit certains érudits à penser que la forteresse possédait une tour à chaque angle.
Le système défensif était complété par des fossés sur les quatre côtés, sans doute peu profonds, qui furent classés en même temps que le château, et par un chemin de ronde faisant le tour de l'édifice.
Les bâtiments du château forment aujourd'hui un « U » très ouvert au midi, sur la magnifique vallée d’Époisses, depuis l'abaissement de la courtine sud qui fut recoiffée par des créneaux dans le style troubadour.

#### L'aile Nord

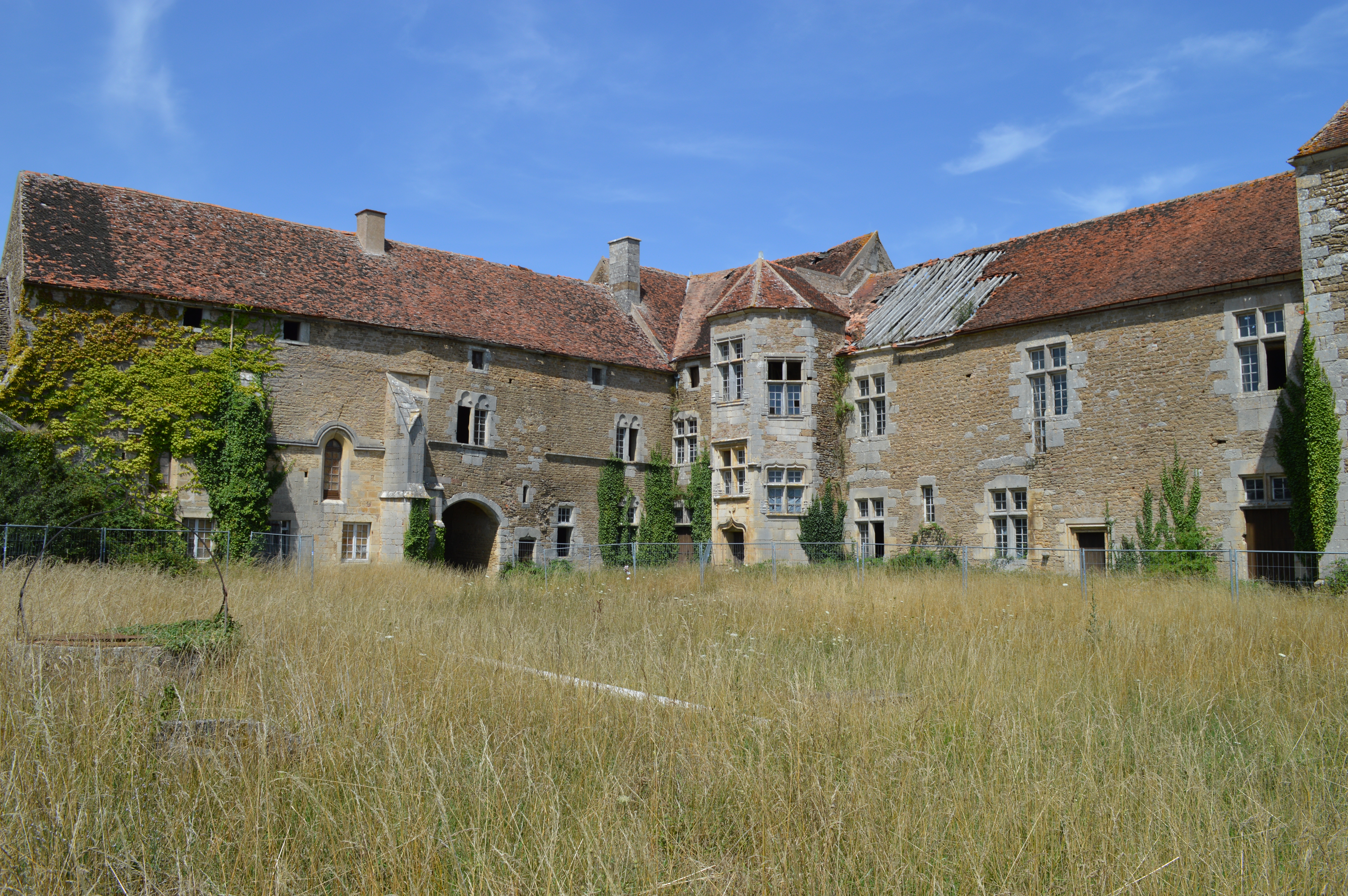
Façade nord-est côté cour (2014)

L'aile Nord du château, sans doute la partie la plus ancienne et la plus remaniée, est constituée de quatre éléments. Un petit bâtiment ancien, dont le rez-de-cour était voûté, dont on ignore la fonction initiale, mais son état était déjà très préoccupant en 1801. Il fut très modifié par la suite, ayant été converti en cuisine et salle de bain durant tout le XXe siècle, la voûte ayant disparu lors des diverses modifications.
À côté se situe la chapelle du château qui fut consacrée à la demande de Jacques Aux-Epaules au XVIe siècle, cependant son architecture et sa construction semblent dater du XIIIe siècle. Elle est constituée de deux travées voutées d'ogives soutenues par des mascarons et deux chapiteaux à décor végétal, elle est éclairée par deux baies en lancette. Cette chapelle n'eut pas toujours un usage religieux. En effet dans la description du château de 1820 elle est utilisée en écurie et sera par la suite convertie en logement (en complément du bâtiment précédent) et divisée sur sa hauteur. La Comtesse de Marenches fera retirer le plancher pour retrouver le volume initial au début des années 2000.
Dans le prolongement de la chapelle se trouve le portail du château avec les restes des structures qui supportaient le pont-levis, toujours visibles aujourd'hui.
La dernière partie constitue un premier logis du château (qui fait l'angle nord-est), on y trouve les armes de la famille de Ragny qui a sans doute remanié ce bâtiment. Une scène de bataille est peinte sur la cheminée de la salle dite la chambre rouge.

#### L'aile Est

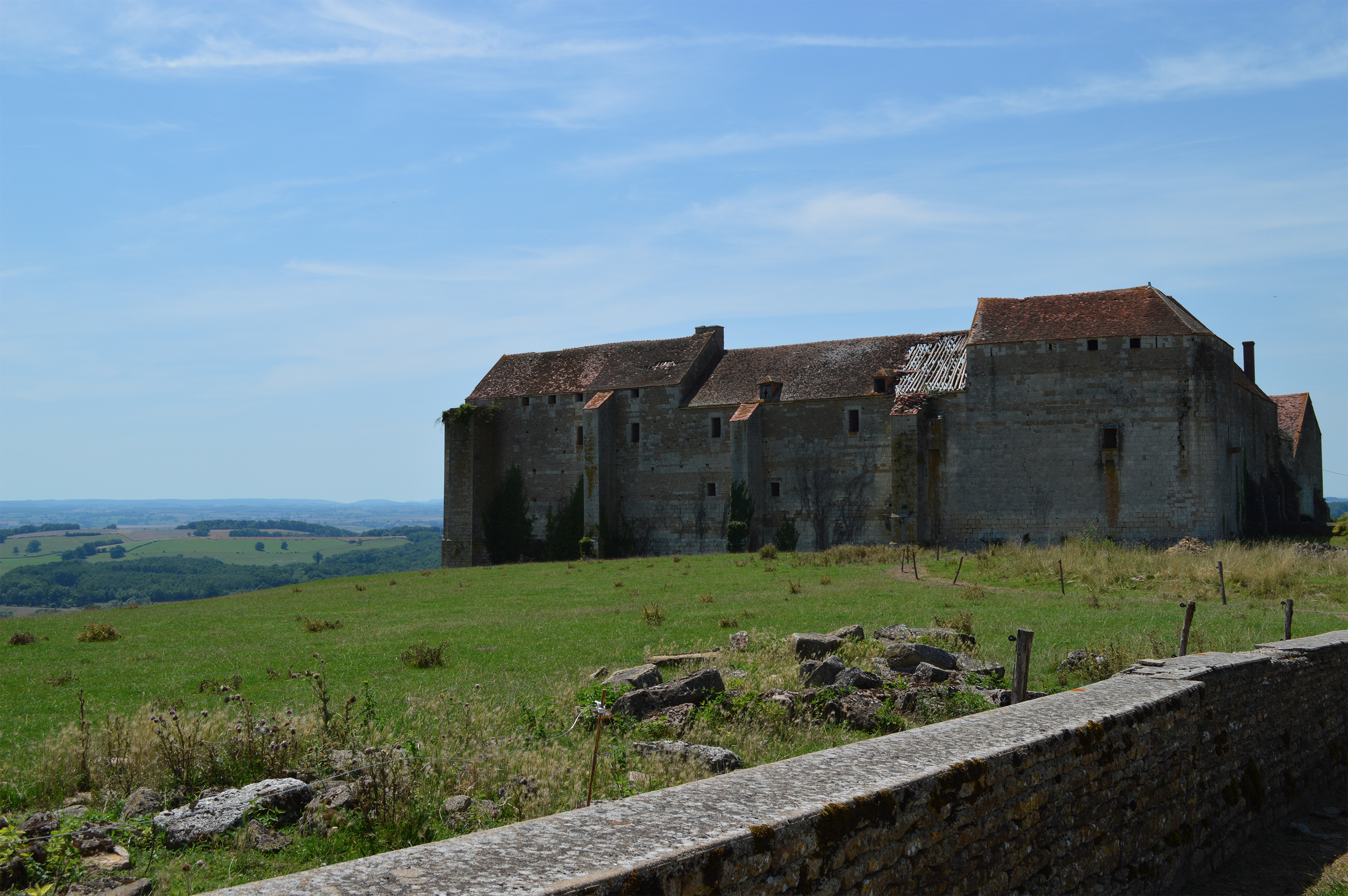
Château de Pisy - Façade Est extérieure (2014)

L'aile Est du château est constituée du retour du premier logis en "L" faisant l'angle nord-est ainsi que du grand logis Est. Ce grand logis, long de 45 mètres, est relativement homogène dans sa conception et est ouvert sur la cour par de grandes fenêtres à meneaux. Il possède deux niveaux principaux auxquels s'ajoutent les combles et les caves. Les étages sont distribués par deux imposants escaliers à vis construits en saillie sur la façade. Le plus ancien, que l'on estime parfois dater du XIIIe siècle, est rectangulaire et possède deux ouvertures. L'une d'elles permet de monter aux étages jusqu'au grenier, l'autre qui dispose d'un superbe linteau à sommier permet de descendre au cellier du château qui était originellement charpenté et non voûté tel qu'il est actuellement.
Le second escalier, très décoré, est d'inspiration Renaissance et peut être attribué à la famille Aux-Epaules puisque leur blason (de gueules, à la fleur-de-lys d'or) est toujours visible sur une fenêtre. Ce rattachement à la famille Aux-Epaules permet donc de situer la construction de cet escalier au début du XVIe siècle, il permet de faire la liaison de façon élégante entre les deux différents logis.
Il reste peu d'indications sur l'utilité des différents volumes du grand logis Est puisque l'ensemble fut transformé en bergerie. Les archives permettent tout de même de situer la cuisine du château (et son fourneau potager) bien qu'il ne soit pas possible de certifier que la distribution décrite en 1801 soit celle initialement prévue.
Comme dans le reste du château les greniers de cette partie contiennent le chemin de ronde couvert construit sur l'épaisseur du mur. Toutefois une partie des charpentes ayant été abaissée (la partie centrale sur les différentes vues de la façade Est) le chemin de ronde n'est donc plus praticable ponctuellement, le parapet ayant été arasé et la charpente directement posée dessus.
À l'extrémité sur la façade sud du grand logis sont présents deux énormes contreforts dont l'un possède une plateforme accessible depuis le chemin de ronde.

#### L'aile Ouest

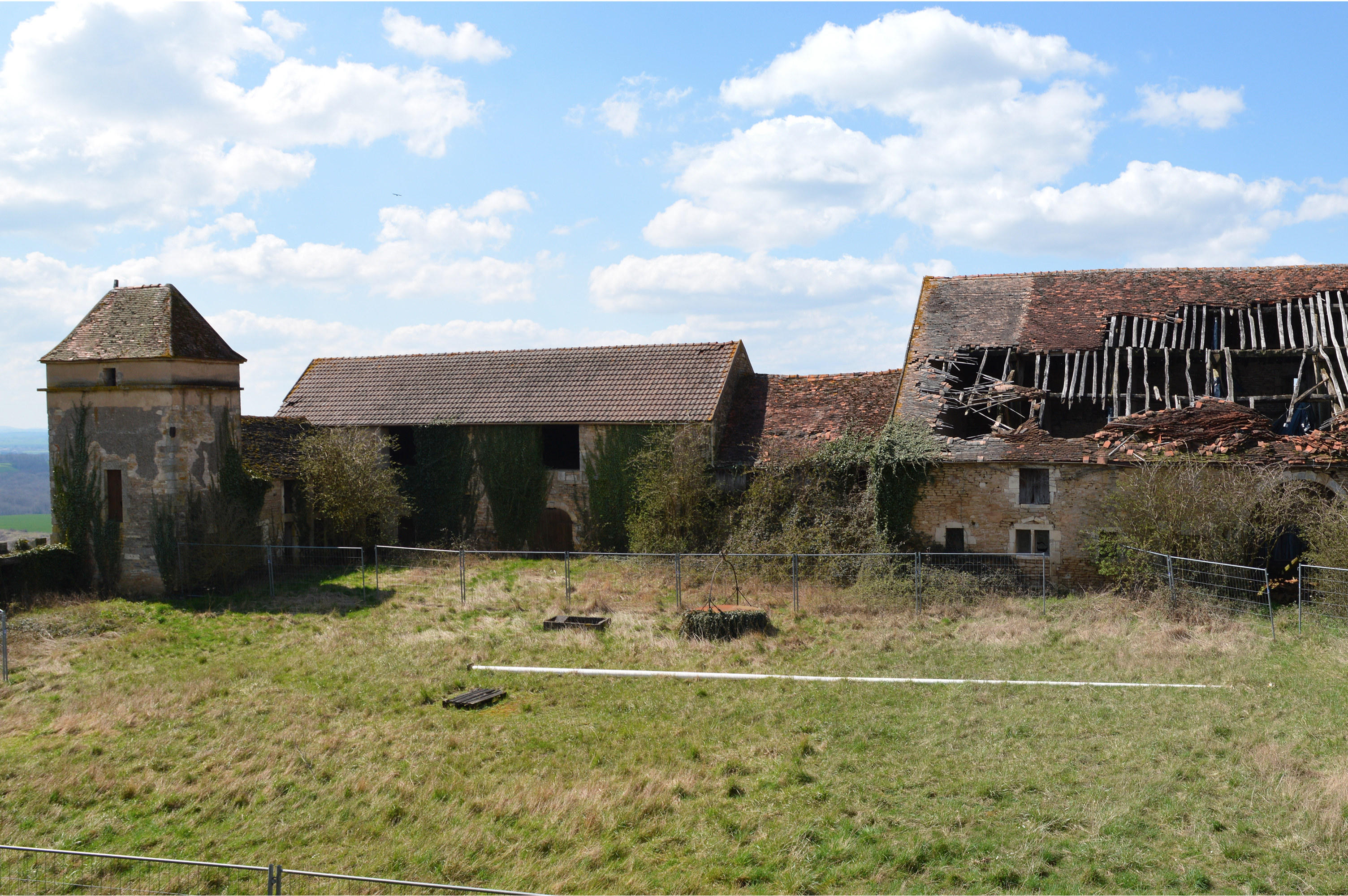
Façade ouest côté cour (2014)

Face au corps de logis, s'élèvent une succession de constructions à usage agricole : écuries, étables, bergeries, granges. On[Qui ?] note la présence d'un pigeonnier carré dont la construction est postérieure à l'abaissement de la courtine qui ferme la cour, un précédent colombier rond était autrefois présent dans la basse-cour.
Un petit bâtiment adossé au pigeonnier contient des clapiers, sa couverture est en lave dans la tradition des toitures rustiques bourguignonnes. Cette construction sommaire est postérieure à 1808, n'étant pas visible sur le cadastre de 1808.
Une tour ronde placée à l'angle du sud-ouest (voir plan), dont le harpage dans la courtine est toujours visible, a été démolie. En effet les dernières tours furent détruites peu après la Révolution "non parce qu’elles sont fortes, mais parce qu’elles semblent menacer la liberté publique".
L'étable et la grande grange, dont la construction remonte probablement au XVIIIe siècle (période de transformation du château en ferme et les bâtiments semblent récents dans la description de 1801) étaient initialement couvertes en lave. La difficulté d'entretien de ces couvertures a sans doute justifié leur conversion ultérieure en tuiles.
Une tourelle carrée qui surmontait les communs a également disparu ; toutefois, on ne trouve pas trace de cette tourelle carrée dans les descriptions de la deuxième moitié du XVIIIe siècle.

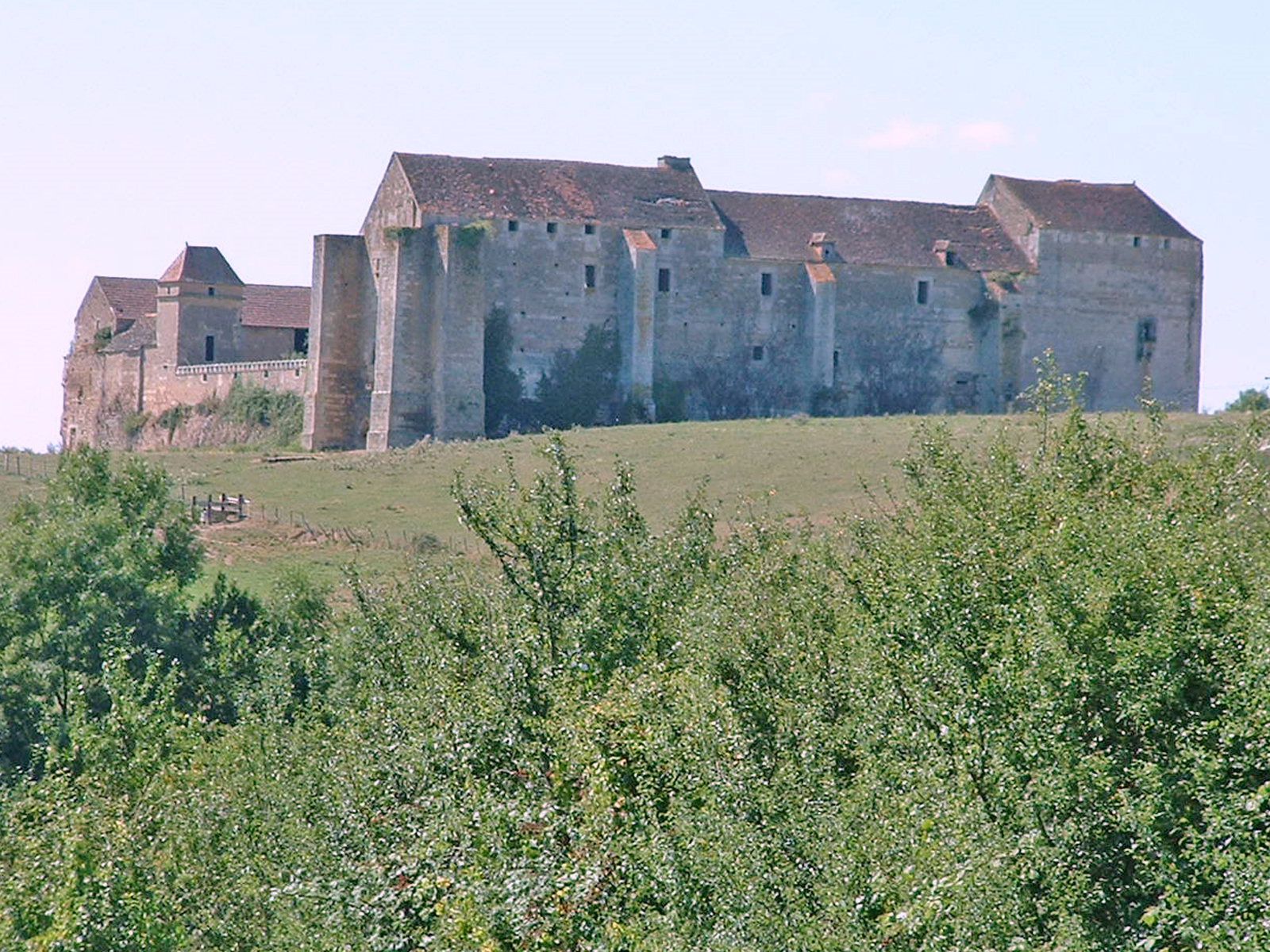
Château de Pisy, côté sud-est
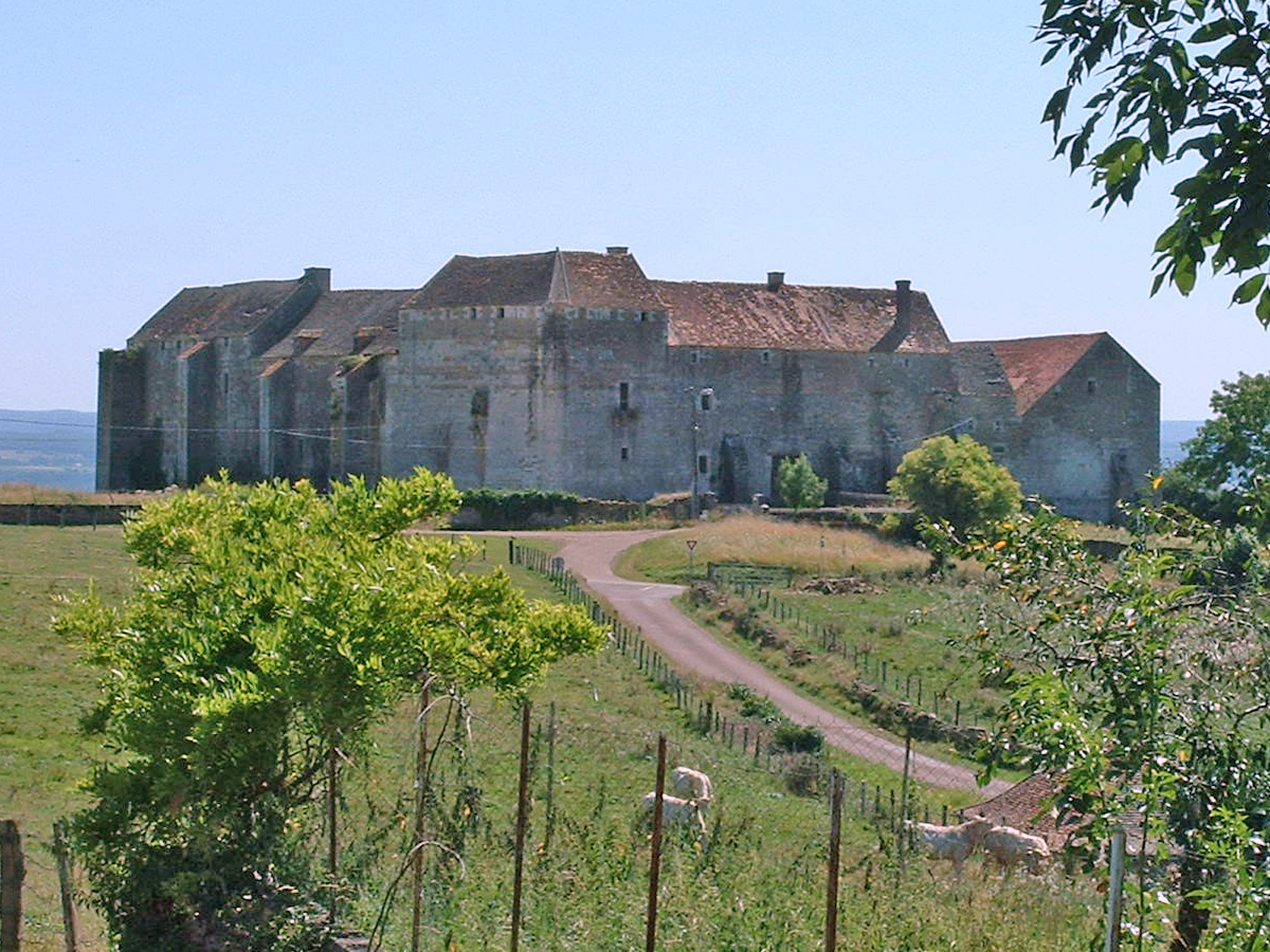
Château de Pisy
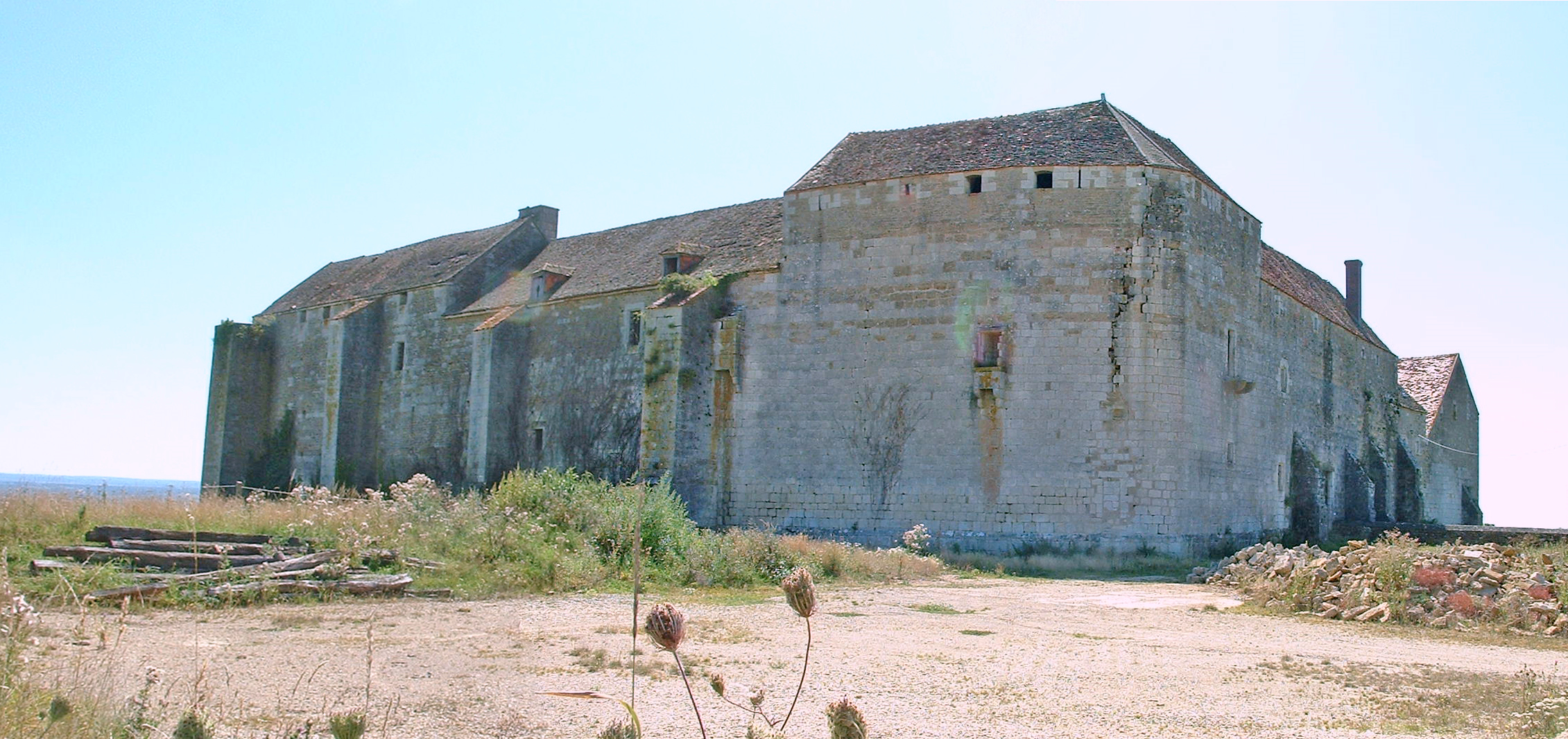
Au pied du château
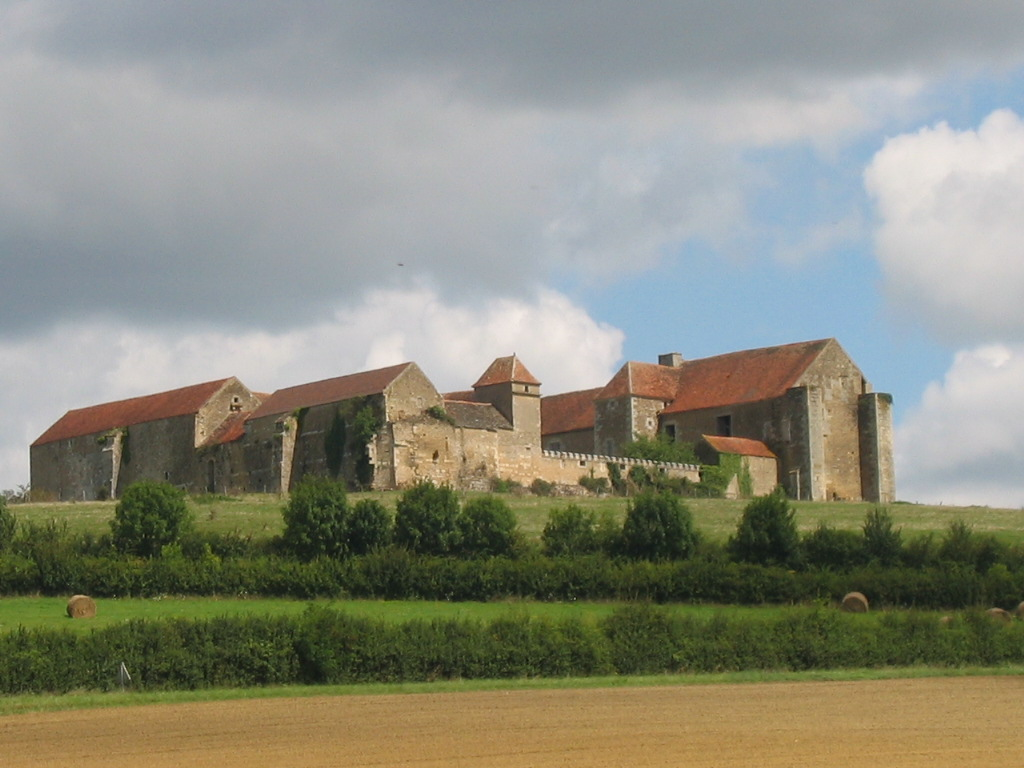
Vue du château de Pisy depuis le contrebas
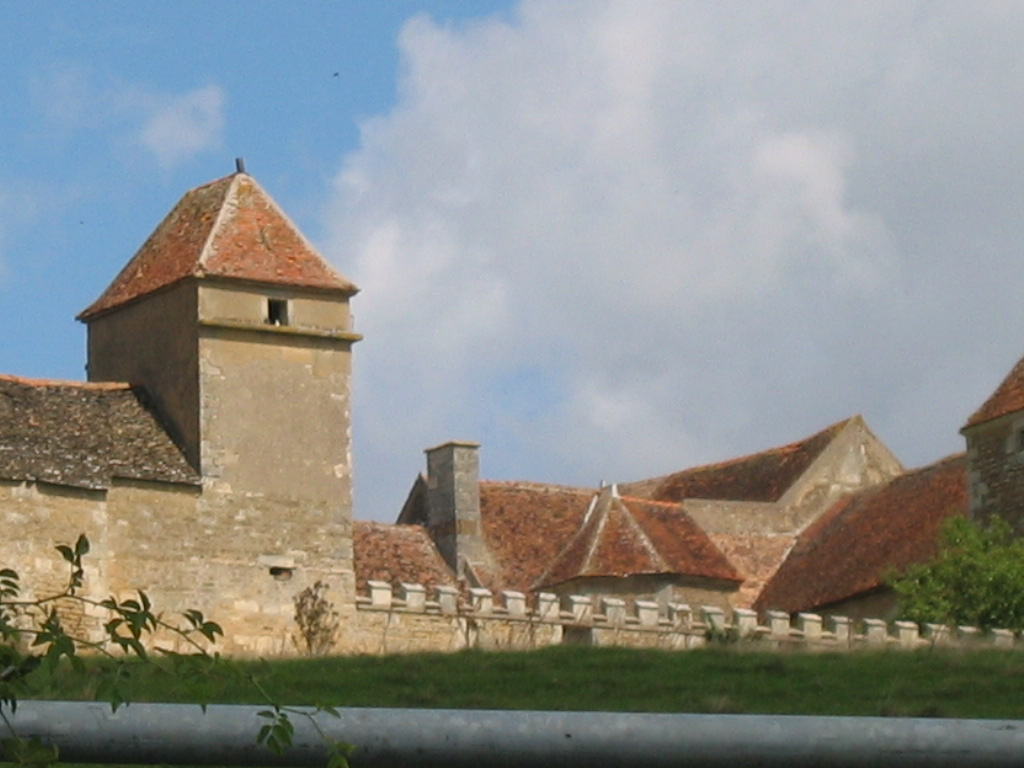
Vue du château de Pisy, côté sud
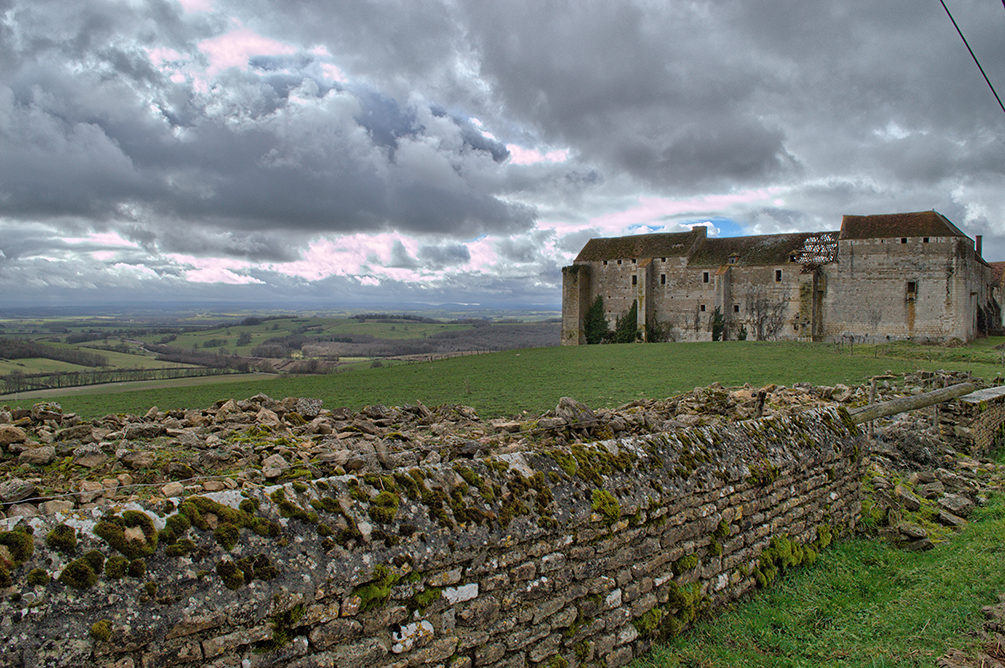
Vue du château de Pisy, côté est
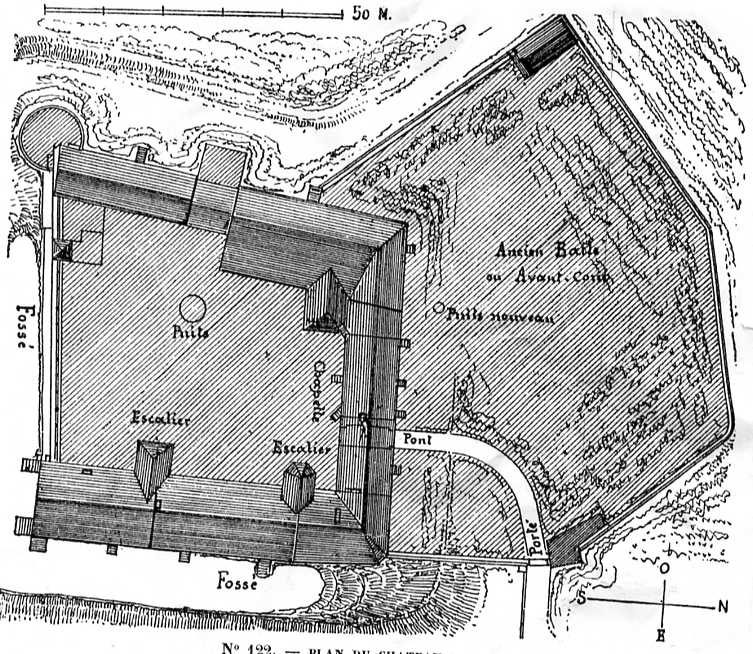
Plan de Victor Petit
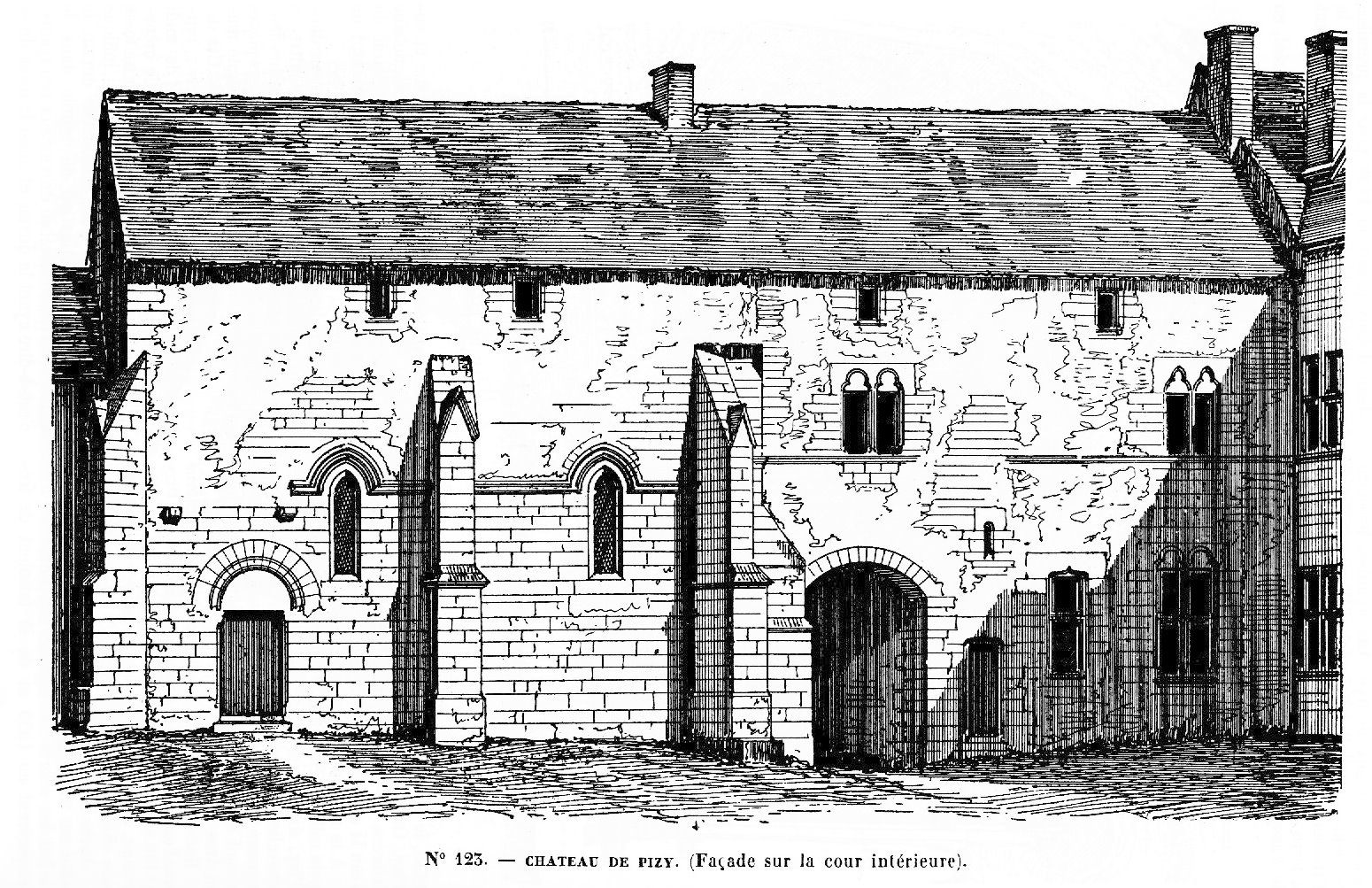
Façade sur la cour intérieure
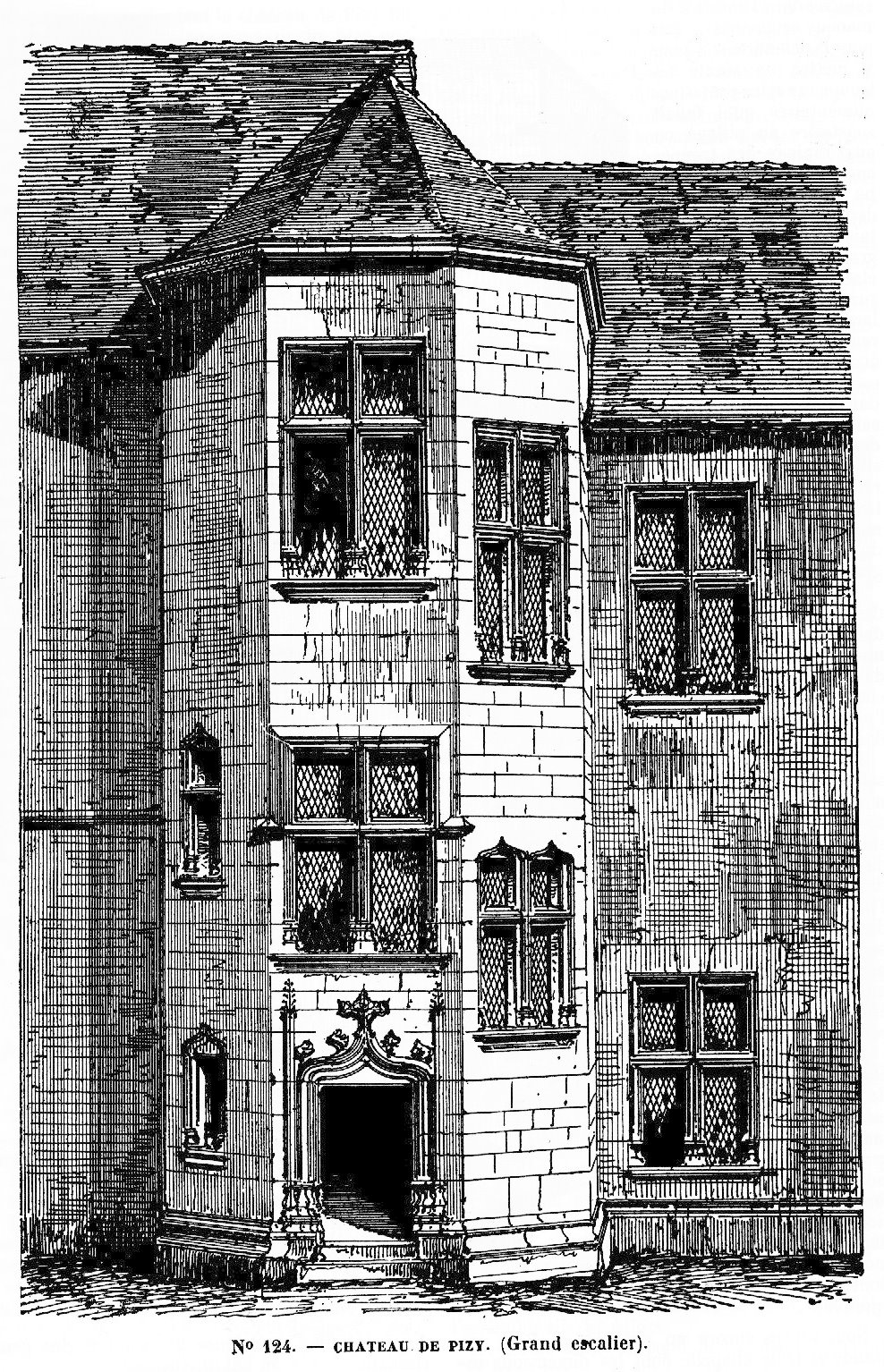
Le grand escalier
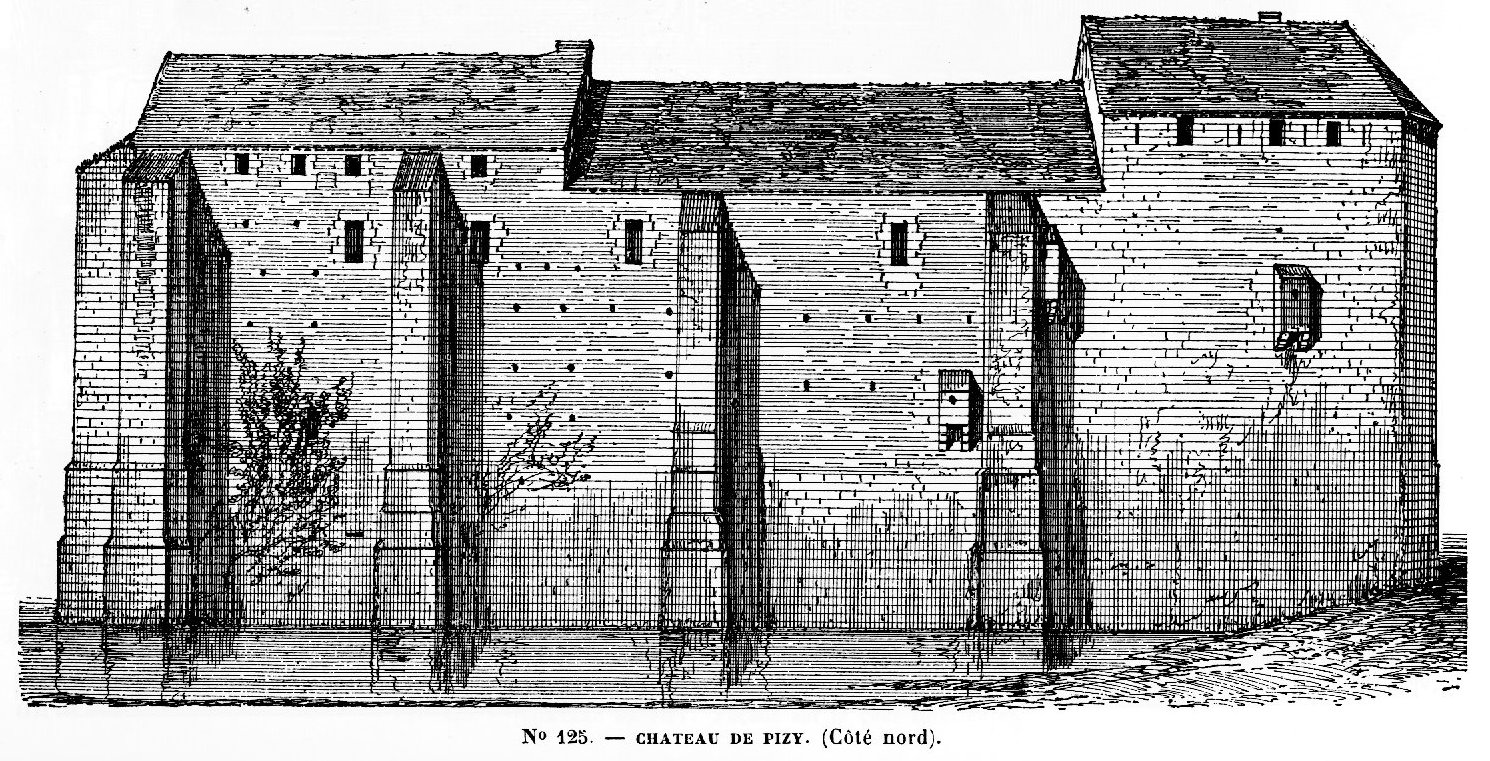
Remparts extérieurs

## Pisy et le cinéma
Le château Pisy a accueilli le tournage de :
- Le Mal d'aimer (1986) de Giorgio Treves, avec Robin Renucci, Carole Bouquet, Isabelle Pasco. Plusieurs salles de la léproserie de Saint-Clément, lieu central du film, sont issues de prises de vues du château de Pisy.
- Jeanne la Pucelle (1994) de Jacques Rivette avec Sandrine Bonnaire, André Marcon, Didier Sauvegrain, Jean-Louis Richard. La première partie du premier film "Les Batailles" met en scène la  présence de Jeanne d'Arc à la forteresse de Vaucouleurs. Le décor utilisé pour cette forteresse n'est autre que le château de Pisy, de même pour Domrémy le village de Jeanne.
- La Commanderie (tournage en 2009, diffusée sur France3 en avril 2010). La Commanderie d'Assier, lieu des différentes intrigues de la série, trouva dans le château de Pisy le décor parfait pour toutes les prises de vues extérieures.